# Mikrokonzol
A mikrokonzol egy olyan videójáték-konzol, amin a televízióra kötve letölthető játékokat lehet játszani. Az otthoni videójáték-konzolokkal szemben általában a mikrokonzolok alacsonyabb árfekvésűek és kisebb méretűek. Sok mikrokonzol Android operációs rendszert futtat és egy online alkalmazásboltot használ a játékok letöltésére, mint a Google Play vagy a PlayStation Store.

## Történet

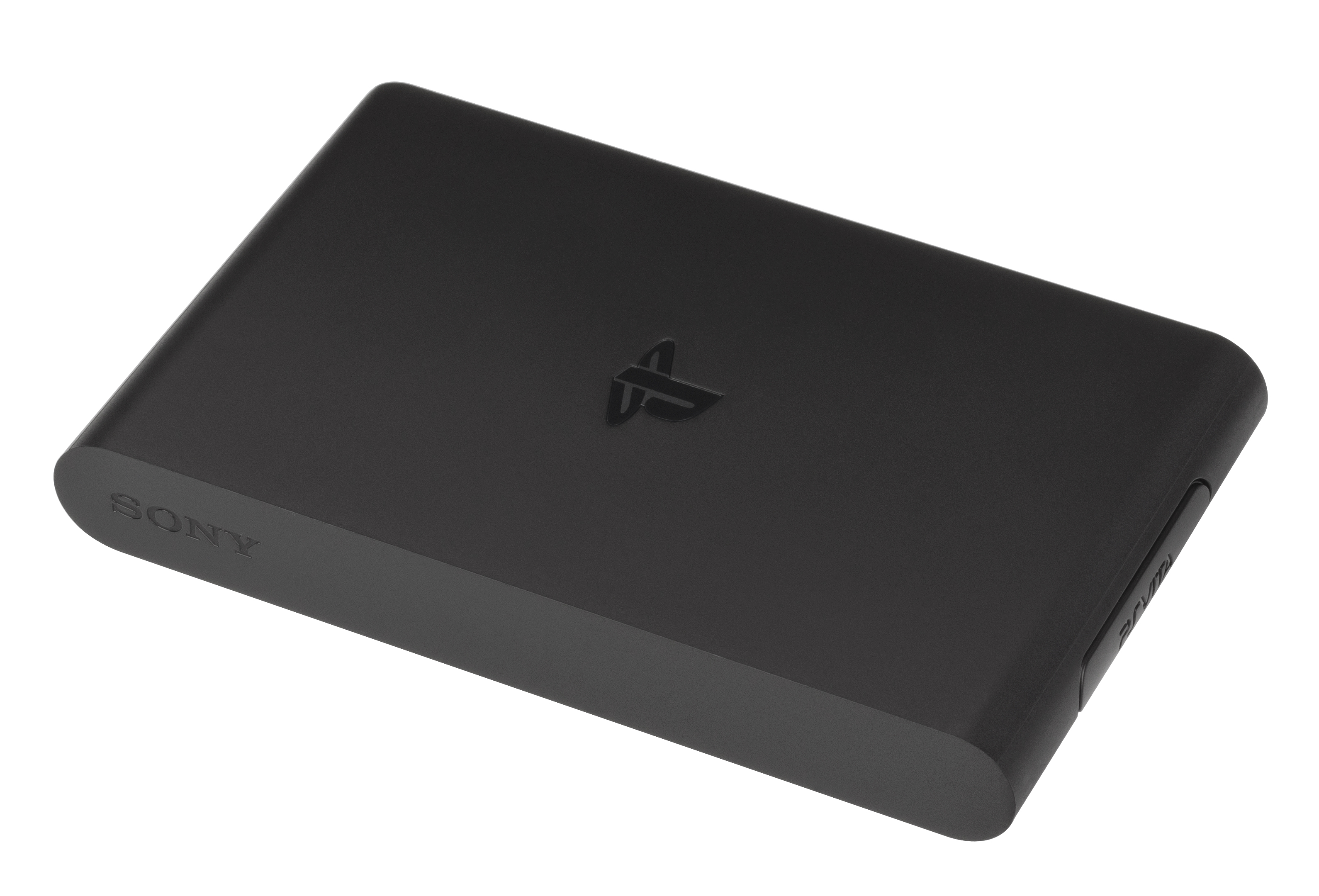
PlayStation TV

2010-ben az OnLive kiadta a MicroConsole-t, ami egy kisméretű TV-adapter volt, amin felhőszolgáltatás segítségével játékokat lehetett játszani. A megjelenését követően a MicroConsole-t a videójáték-ipar felforgatójaként titulálták.

## Hivatkozások

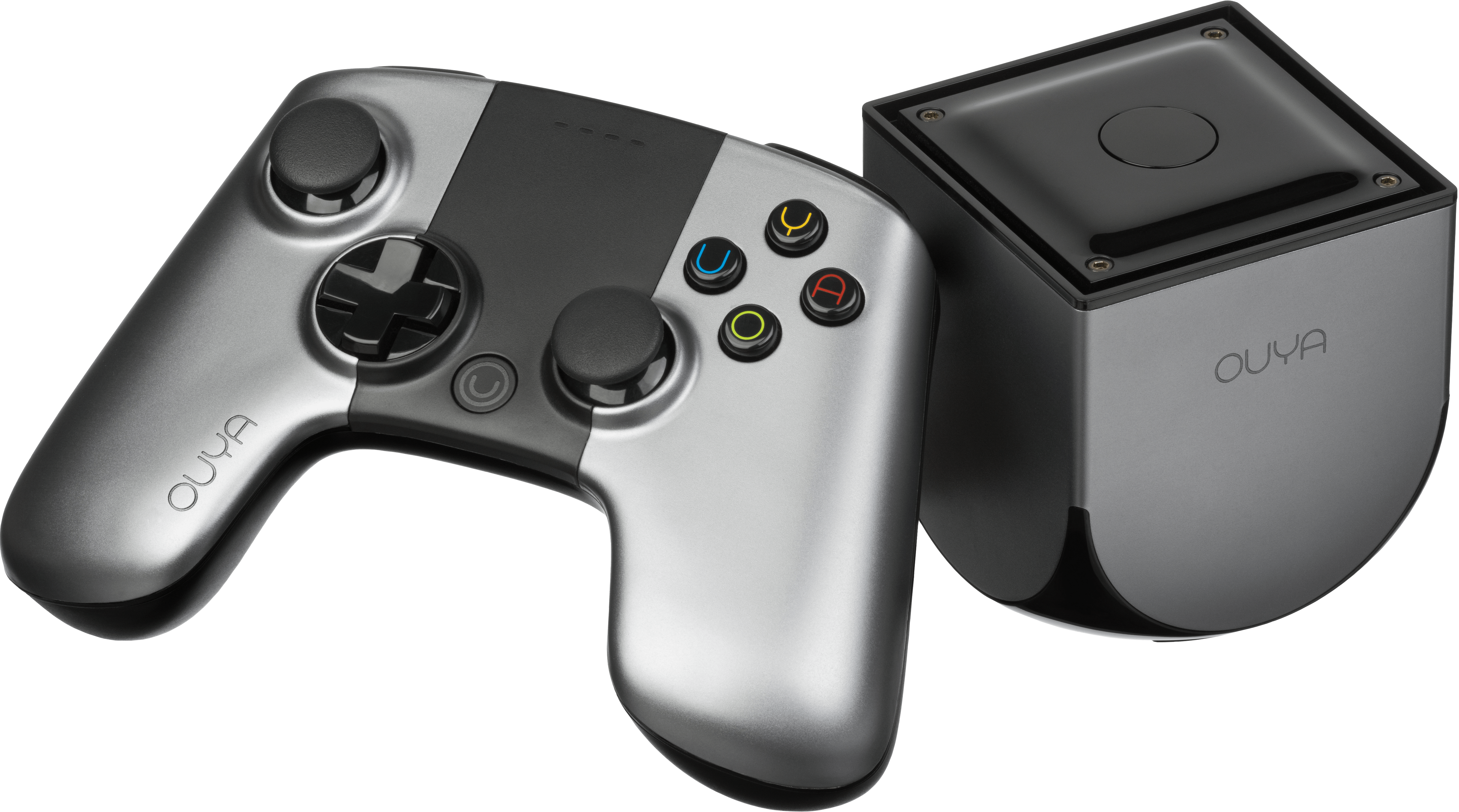
Ouya

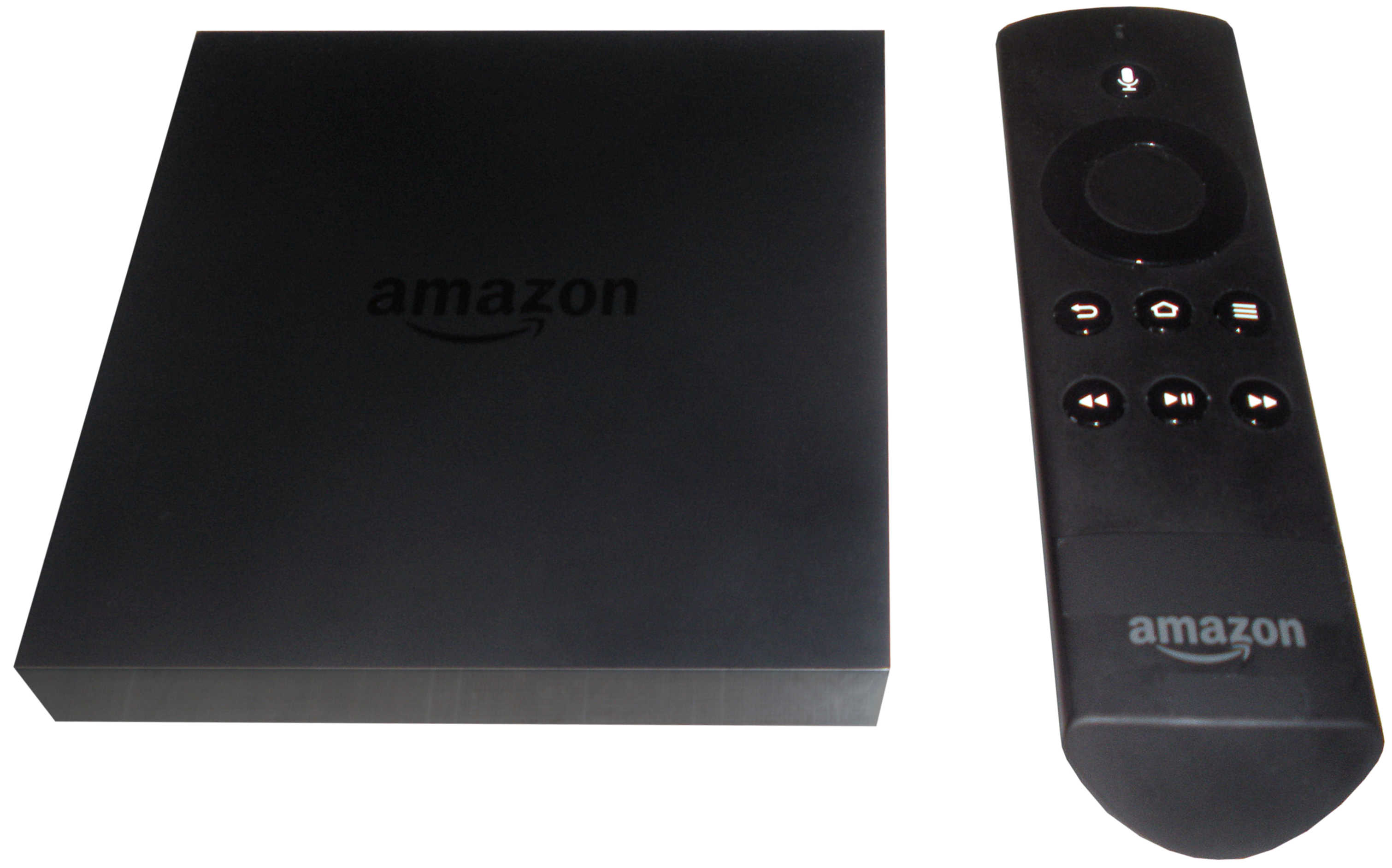
Amazon Fire TV